# Nodo di sangue
Nodo di sangue (Guilty Pleasures) è un romanzo horror scritto da Laurell K. Hamilton e pubblicato nel 1993. È il primo libro della serie di Anita Blake - Cacciatrice di vampiri.

## Trama
Anita Blake, nota risvegliante di morti e cacciatrice di vampiri, si trova alle prese con Nikolaos, la Master della Città di St. Louis, che la ingaggia per indagare sulle morti sospette di alcuni vampiri. La cacciatrice si ritrova costretta ad accettare, per salvare la vita della sua amica Catherine che Aubrey, uno dei vampiri di Nikolaos, ha ipnotizzato. Nella cella, dove è tenuta prigioniera, Anita fronteggia dei ratti mannari guidati da Rafael; e durante la fuga incontra il vampiro Valentine, che credeva di aver ucciso, e che è in cerca di vendetta per le cicatrici che Anita gli ha lasciato sul volto utilizzando dell'acquasanta. Come se non bastasse, si ritrova a dover salvare la vita di Jean-Claude, un master vampiro innamorato di lei ma alle dipendenze di Nikolaos.
A tutti questi si aggiunge il misterioso risvegliante Zachary al servizio di Nikolaos, Edward, una vecchia conoscenza in bilico tra bene e male e Phillip, lo stripper, un umano irresistibilmente attratto dai vampiri.

## Edizioni

### In italiano
- Laurell K. Hamilton, Nodo di sangue, cartonata, Milano, Editrice Nord, 2003, ISBN 978-88-429-1279-8.
- Laurell K. Hamilton, Nodo di sangue, brussurata, Milano, TEA, 2004, ISBN 978-88-502-0688-9.

### In altre lingue
- Brasile: Prazeres Malditos
- Francia: Plaisirs Coupables
- Germania: Bitter Susse Tode
- Grecia
- Inghilterra: Guilty Pleasures
- Italia: Nodo di Sangue
- Paesi Bassi: Dodenjacht
- Polonia: Grzeszne Rozkosze
- Repubblica Ceca: Provinilé Slasti
- Russia
- Spagna: Placeres Prohibidos
- Turchia: Suclu Zevkler
- Ungheria: Bunos Vagyak
- Stati Uniti: Guilty Pleasures